# إيفان مارينكوفيتش (لاعب كرة قدم)
إيفان مارينكوفيتش هو لاعب كرة قدم صربي في مركز الوسط، ولد في 31 أكتوبر 1987 في كروشيفاتس في صربيا. لعب مع نابريداك كروشيفاتس.

## وصلات خارجية
- إيفان مارينكوفيتش (لاعب كرة قدم) على موقع قاعدة بيانات كرة القدم.إي يو (الإنجليزية)
- إيفان مارينكوفيتش (لاعب كرة قدم) على موقع Soccerway.com (الإنجليزية)